# Джордж Сударшан
Еннакал Чанді Джордж Сударшан (англ. Ennackal Chandy George Sudarshan; 16 вересня 1931 — 14 травня 2018) — американський фізик-теоретик індійського походження, з 1969 — професор Техаського університету в Остіні і з 1970 — директор Центру теорії елементарних частинок при університеті.

## Життєпис
Джордж Сударшан народився у маленькому селі Паллам (князівство Траванкор, тепер штат Керала) на півдні Індії. Він отримав середню освіту в Коледжі церковного місіонерського товариства у Коттаямі, а у 1951 році закінчив Християнський коледж у Мадрасі. У 1952 році він здобув ступінь магістра у Мадраському університеті. Після цього влаштовується в Інститут фундаментальних досліджень Тата (TIFR), де протягом невеликого часу працює під керівництвом авторитетного індійського фізика Хомі Джехангіра Бхабхи. Згодом він перебирається до Нью-Йорка, поступивши до Рочестерського університету, де його науковим керівником стає професор Роберт Маршак. У 1958 році Сударшан здобуває ступінь доктора філософії у цьому ж університеті. Тоді ж він перебирається до Гарвардського університету, щоб приєднатися до професора Джуліана Швінгера як постдокторант.

## Науковий доробок
Сударшан зробив значний внесок відразу до декількох напрямів фізичної науки. Разом з Робертом Маршаком він розробив V-A теорію слабкої взаємодії, яка пізніше була перестворена Річардом Фейнманом і Маррі Гелл-Маном та привела у підсумку до створення теорії електрослабкої взаємодії. Фейнман у 1963 році з цього приводу сказав таке: «Відкриття V-A теорії здійснили Сударшан і Маршак, а опублікували її Фейнман і Гелл-Манн».
Також Сударшан розвинув ідею квантової репрезентації когерентного випромінювання. За аналогічну роботу у 2005 році Нобелівською премією був нагороджений Рой Глаубер. У цілому, найбільший внесок науковець зробив саме у квантову оптику, сформулювавши теореми еквівалентності для класичної і квантової оптики, а також теореми для строго квантових оптичних явищ.
Сударшан першим допустив можливість існування тахіонів, частинок, швидкість руху яких завжди більша за швидкість світла. Також завдяки йому (у співавторстві з іншим науковцем) стали поширеними динамічні відображення, що використовуються при вивченні теорії відкритих квантових систем. У співпраці з Байдьянатом Місрою він увів до вжитку термін «квантовий ефект Зенона».
Сударшан викладав у TIFR, Рочестерському університеті, Сірак'юському університеті і у Гарварді. З 1969 він став професором фізичних наук Техаського університету в Остіні, а також старшим професором Індійського наукового інституту. У 1980-ті роки протягом 5-ти років він працював директором Інституту математичних наук в індійському місті Ченнай, не перериваючи наукової практики у США.
Науковець неодноразово мав зустрічі зі знаменитим філософом Джідду Крішнамурті, провадячи з ним дискусії на різну тематику. Окрім фізики, Сударшан також вивчав Веданту, одну із шкіл індуської філософії.

## Суперечки щодо Нобелівської премії
Нобелівський комітет не одноразово оминав увагою наукові праці Сударшана, хоча за аналогічні праці інші науковці були нагороджені Нобелівською премією. Найяскравіший випадок мав місце при присудженні нагороди у 2005 році. Група фізиків написали листа у Шведську академію, заявивши, що Сударшан мав би отримати премію разом з Глаубером за їх досягнення в галузі квантової оптики (діагональне представлення або представлення Сударшана-Глаубера). Нобелівський комітет нерідко піддавався критиці за те, що ігнорує праці одних науковців і нагороджує інших за ті ж наукові здобутки
Згодом Сударшан сам прокоментував цю ситуацію в газеті Hindustan Times, не приховуючи свого розчарування рішенням комітету: «Нобелівськая премія з фізики 2005 року була присуджена за мої праці, але мене не було серед тих, хто її отримав. Кожне з відкриттів, яке було відзначене цією премією, ґрунтувалось на моїх дослідженнях. […] Іронія ситуації полягає в тому, що навіть при доступності усіх цих фактів у друці діагональне представлення замість того, щоб називатись „представленням Сударшана“, іменується або як P-представлення (як ніби Глаубер відткрив це першим), або ж у кращому випадку як представлення Глаубера-Сударшана».
Також Сударшан звернув увагу на те, що у 1979 році Нобелівський комітет теж обділив увагою його працю: «Стівен Вайнберг, Шелдон Ґлешоу і Абдус Салам ґрунтувались на роботі, яку я виконав ще будучи 26-річним студентом. Якщо ви даєте премію за якусь споруду, то чи не логічно спочатку нагородити того, хто збудував перший поверх, а вже потім тих, хто збудував другий поверх?»

## Нагороди і членства
- Премія імені Рамана (1970)
- Член Індійської національної академії наук (1973)[11]
- Падма Бхушан (1976)
- Медаль Бозе (1977)
- Премія з фізики Всесвітньої академії наук (1985)
- Член Всесвітньої академії наук (1986)[12]
- Падма Вібхушан (2007)
- Премія Майорани (2006)[13]
- Медаль Дірака Міжнародного центру теоретичної фізики (2010)